# Ложкин, Андрей Вячеславович
Андре́й Вячесла́вович Ло́жкин (род. 2 января 1985 года, Кирово-Чепецк, Кировская область, РСФСР, СССР) — российский  хоккеист

## Биография
Родился 2 января 1985 года в Кирово-Чепецке. Воспитанник ДЮСШ местного хоккейного клуба «Олимпия» (первый тренер Г. А. Пойлов), в 13 лет переехал в Нижний Новгород, где впоследствии начал свою карьеру в клубе «Торпедо», но в основном составе сыграл лишь один матч, выступая за его дубль «Торпедо-2».
В 2004 году вернулся в «Олимпию», где стал её лучшим бомбардиром и капитаном команды. В 2007 году был приглашён в московское «Динамо», возглавляемое Владимиром Крикуновым (также выходцем из Кирово-Чепецка).
По ходу сезона 2008/2009 передавался в аренду, а затем продолжил играть в различных клубах российских младших лиг — оренбургском «Газпром-ОГУ» (2008—2009), тюменском «Газовике» (2008—2009), ХК «Рязань» (2009—2011), волжской «Ариаде-Акпарс» (2011—2015, с 2013 года — ХК «Ариада»), краснодарской  «Кубани» (2015), орском «Южном Урале» (2015/2016), затем завершил карьеру.